# Puerto Suárez
Puerto Suárez es un municipio y una pequeña ciudad de Bolivia, capital de la provincia Germán Busch en el departamento de Santa Cruz en el extremo este del país. 

## Situación
Está situada junto la frontera con Brasil en el denominado Pantanal Boliviano a orillas de la laguna Cáceres, comunicada al río Paraguay por el canal Tamengo. El municipio tiene una superficie de 12 841 km² y cuenta con una población de 19 829 habitantes (INE 2012).
Cerca se encuentra Puerto Quijarro, que tiene a la zona franca de Puerto Aguirre, y la ciudad brasileña de Corumbá.
Su principal actividad económica es la ganadería y los servicios de administración pública.
A pocos kilómetros de la ciudad se encuentra la reserva de hierro del Mutún, la más grande del mundo, que ha generado una gran expectativa de crecimiento en la región del Pantanal Boliviano.

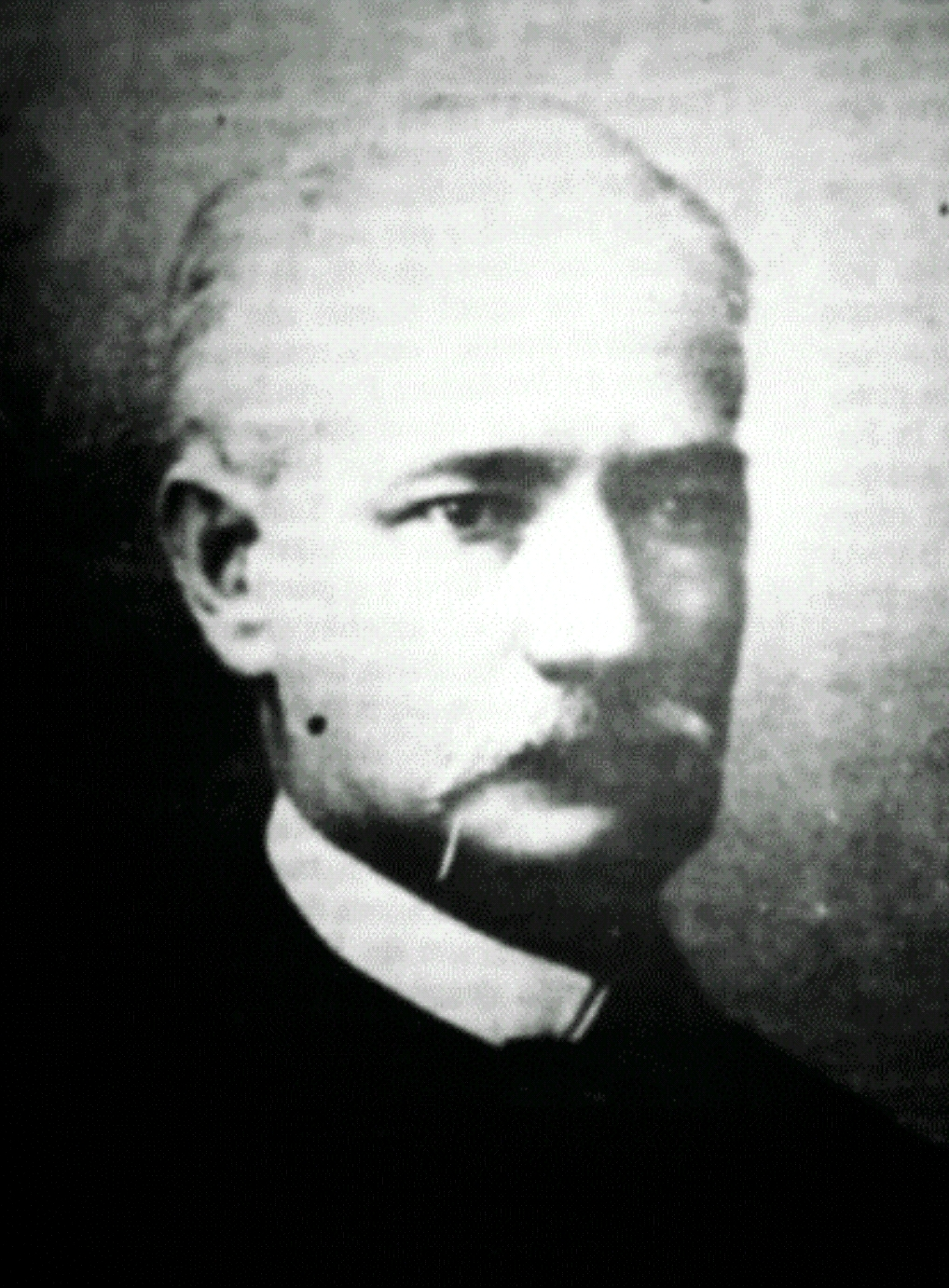
Miguel Suárez Arana, fundador de Puerto Suárez y Puerto Pacheco.

## Historia
Fue fundada por Miguel Suárez Arana el 10 de noviembre de 1875 y desde 1984 es capital de la provincia de Germán Busch.
A principios del siglo XX fue el principal puerto fluvial de Bolivia. Sin embargo el principal afluente fluvial fue cortado en el canal Tuyuyú, por lo que actualmente la laguna Cáceres ya no es navegable por embarcaciones mayores.

## Geografía
La topografía del municipio de Puerto Suárez es relativamente plana caracterizada por zonas de inundación. En cuanto a su fisiografía, se distinguen cuatro paisajes diferentes: serranías, planicies ligeramente disectadas, colinas, llanuras aluviales y llanuras de inundación.

### Clima
El clima de Puerto Suárez puede ser clasificado como clima tropical de sabana (Aw), de acuerdo con la clasificación climática de Köppen. El periodo árido corresponde a los meses de julio, agosto y septiembre, mientras que el periodo húmedo es en los meses de abril, mayo y junio, y el periodo muy húmedo se da de octubre a abril.
La temperatura máxima histórica registrada en Puerto Suárez fue de 43,5 °C, ocurrida el 16 de noviembre de 2023

## Demografía
De acuerdo con el censo boliviano de 2024, la población del municipio de Puerto Suárez es de 17 378 habitantes.
La población del municipio aumentó aproximadamente un tercio entre 1992 y 2024:
| Año  | Habitantes (municipio) | Fuente |
| ---- | ---------------------- | ------ |
| 1992 | 13.193                 | Censo  |
| 2001 | 15.209                 | Censo  |
| 2012 | 19.829                 | Censo  |
| 2024 | 17.378                 | Censo  |

## Transporte
Por la vía terrestre, Puerto Suárez está comunicada con las ciudades de San José de Chiquitos, Santa Cruz de la Sierra, y el resto del país al oeste mediante la Ruta 4 (carretera biocéanica) y con Brasil al este por carretera. Hacia el sur está conectada con la localidad de Puerto Busch mediante una carretera de tierra, aunque actualmente está en proceso de asfaltado.
La ciudad también está conectada al interior mediante la ferrovía interoceánica que llega hasta Santa Cruz, perteneciente a la empresa Ferroviaria Oriental. Actualmente está en construcción el tramo entre Santa Cruz y Cochabamba para unir la red oriental con la occidental. La línea ferroviaria Motacusito-Mutún-Puerto Bush hacia el sur está en proceso de estudio.
El aeropuerto Capitán Av. Salvador Ogaya G. es la terminal aérea de la ciudad, atendido por algunas líneas aéreas (entre ellas Aerocon).

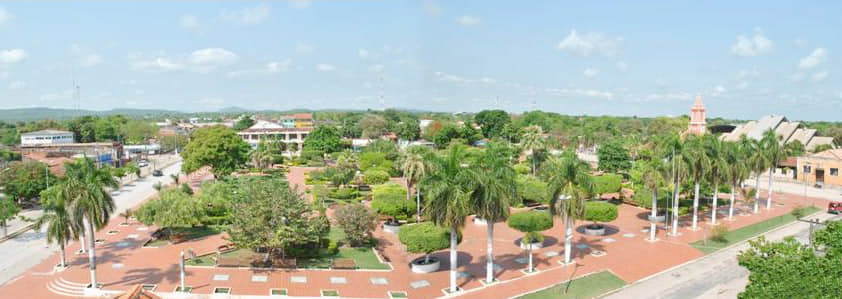
Plaza de armas 10 de Noviembre.

## Turismo
Debido a su ubicación en pleno Pantanal boliviano, Puerto Suárez cuenta con un pequeño sector dedicado al turismo, debido a que el Pantanal es considerado el humedal más grande del mundo. A 11 km de Puerto Suárez, cerca de la localidad de Motacusito, se encuentran las Cuevas de Motacusito, donde hay recorridos para visitar las cuevas de 120 metros de extensión.